# Aldo Dusi
Aldo Dusi (Brescia, 6 agosto 1915 – Brescia, 19 ottobre 1985) è stato un calciatore e allenatore di calcio italiano, di ruolo attaccante.

## Carriera
Otto stagioni nelle file del Brescia, le prime due in Serie A, in tutto 146 presenze e 33 reti realizzate con le rondinelle. Nella stagione 1950-1951 ha ottenuto, da allenatore del Lumezzane, la promozione in Prima Divisione.

## Palmarès

### Giocatore

#### Competizioni nazionali
- Campionato italiano Serie C: 1

Verona: 1942-1943

### Allenatore

#### Competizioni regionali
- Seconda Divisione: 1

Lumezzane: 1950-1951